# Counterfeit (film fra 1919)
Counterfeit er en amerikansk stumfilm fra 1919 af George Fitzmaurice.

## Medvirkende
- Elsie Ferguson som Virginia Griswold
- David Powell som Stuart Kent
- Helen Montrose som Mrs. Palmer
- Charles Kent som Harrington
- Charles K. Gerrard som Vincent Cortez